# Mutiny Within (álbum)
Mutiny Within é o álbum de estreia da banda homónima, lançado a 23 de fevereiro de 2010.

## Faixas
Todas as faixas escritas por Chris Clancy. Toda a música composta por Andrew Jacobs, exceto onde anotado.[17]
1. "Awake" – 3:45
2. "Images" – 3:27
  - Música: Andrew Jacobs, Daniel Bage e Brandon Jacobs.
3. "Falling Forever" – 3:51
4. "Year of Affliction" – 3:45
5. "Forsaken" – 3:40
  - Música: Daniel Bage, Drew Stavola, Brandon Jacobs, Andrew Jacobs e Chris Clancy.
6. "Lethean" – 3:34
7. "Oblivion" – 3:44
8. "Undone" – 3:18
  - Música: Brandon Jacobs, Andrew Jacobs, Drew Stavola e Chris Clancy.
9. "Hours" – 2:59
10. "Suffocate" – 4:37
  - Música: Andrew Jacobs e Brandon Jacobs.
11. "Reflections" – 3:45
  - Música: Andrew Jacobs e Drew Stavola.

## Paradas
| Parada (2010)                  | Posição |
| ------------------------------ | ------- |
| Estados Unidos - Billboard 200 | 1       |

## Integrantes
- Chris Clancy - Vocal
- Drew Stavola - Teclados
- Andrew Jacobs - Baixo
- Dan Bage - Guitarra
- Brandon Jacobs - Guitarra